# Luchthaven Husein Sastranegara

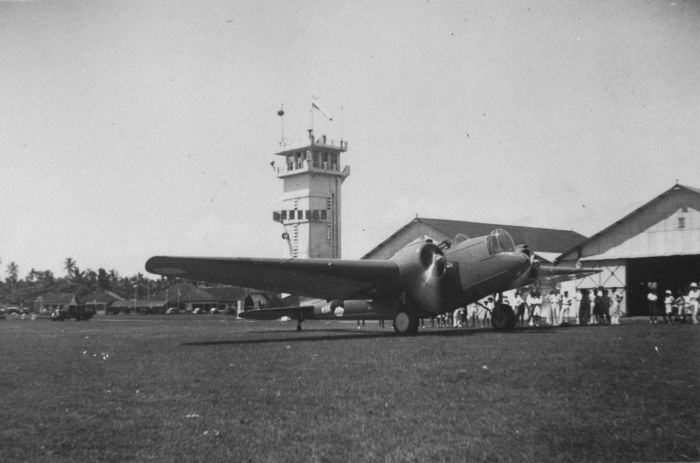
Martin B-10 bommenwerper van de ML-KNIL op Andir (1937)

Luchthaven Husein Sastranegara (Indonesisch:Bandar Udara Husein Sastranegara) is een van de twee vliegvelden van Bandung, Indonesië. Het aan de westzijde van de stad gelegen vliegveld wordt zowel voor militaire luchtvaart gebruik als voor de burgerluchtvaart. Vanaf Bandung wordt naar nationale en internationale bestemmingen gevlogen. Tot de jaren negentig heette het vliegveld Andir.
Tot 2016 had de luchthaven een capaciteit van 750.000 passagiers per jaar. Na een uitbreiding met een hal van 17.000 m² is dat aantal gegroeid passagiers naar meer 3 miljoen.
Een groot deel van de gebouwen (waaronder de verkeerstoren) stamt nog van voor de Tweede Wereldoorlog. De start- en landingsbaan is door de Japanse bezetter geasfalteerd en is 2.244 meter lang.
Op 24 mei 2018 werd in Majalengka, 68 km ten noordoosten van Bandung, de nieuwe internationale luchthaven Kertajati geopend, die ook Cirebon en grote delen van de provincies West-Java en Midden-Java moet bedienen.

## Geschiedenis
Bij Bandoeng lag een uitgestrekte vlakte nabij de wijk Andir. Deze vlakte werd in 1923 gebruikt voor vliegdemonstraties en ook voor de luchtpost tussen Bandoeng-Batavia. In 1923 is door de militaire autoriteiten besloten het drassige hoofdvliegveld Soekamiskin te verlaten en hier een nieuwe luchtmachtbasis te vestigen.
Het vliegveld is officieel geopend op 1 maart 1925; vanaf 26 oktober vestigde zich hier de Staf van de Luchtvaartafdeling (L.A.) van het KNIL. Sinds 1928 is er medegebruik voor de burgerluchtvaart.
Het heeft zoals gebruikelijk voor de Tweede Wereldoorlog een grasbaan gehad. Tot eind jaren negentig heette het 'Andir' naar de nabijgelegen kampong. Daarna is het vernoemd naar een commandant van de Indonesische luchtmacht, Husein Sastranegara, die tijdens een training in Yogyakarta op 26 september 1946
verongelukte.
Op dit terrein is sinds de stichting de vliegtuigfabriek gevestigd waar vliegtuigen voor het ML-KNIL werden geassembleerd en gerepareerd. De fabriek houdt zich bezig met de assemblage van toestellen voor de Indonesische markt. Onder leiding van B.J. Habibie, die van 1998 tot 1999 president van Indonesië was, werd een eigen vliegtuig ontwikkeld waarvan slechts enkele exemplaren gebouwd zijn.
Vanaf dit vliegveld steeg de (postuum) hoogst onderscheiden Nederlandse militair (Jacob Pieter van Helsdingen) met zijn Brewster Buffalo op voor zijn laatste vlucht, kort voor de overgave van Nederlands-Indië in de Tweede Wereldoorlog.
De Amerikaanse luchtvaartpionier Amelia Earhart landde hier in 1937 tijdens haar poging om de wereld rond te vliegen.

### School Opleiding Parachutisten
Na de Tweede Wereldoorlog was onder meer de School Opleiding Parachutisten (SOP) gevestigd op de vliegbasis. Het SOP was een school die parachutisten opleidde voor het Korps Speciale Troepen. Vanaf Andir vertrokken luchtlandingstroepen die aan het begin van de Tweede Politionele Actie, eind 1948, het vliegveld van het Republikeinse regeringscentrum Jogjakarta veroverden als inleiding tot de inname van deze stad en de gevangenneming van de Indonesische leiders, waaronder ook Soekarno.

### Recente incidenten
Op 17 juli 1997 stortte een Fokker F-27 van Trigana Air Service kort na de takeoff neer. De 5 koppige bemanning en 23 van de 45 passagiers overleefden dit ongeluk niet.
Op 6 april 2009 stortte een Fokker F-27 van de Indonesische luchtmacht op een hangar van het burgerdeel van het vliegveld neer. Alle 24 militaire inzittenden kwamen op het leven. Een toestel van Batavia Air raakte in de hangar beschadigd.

## Afbeeldingen van vliegveld Andir

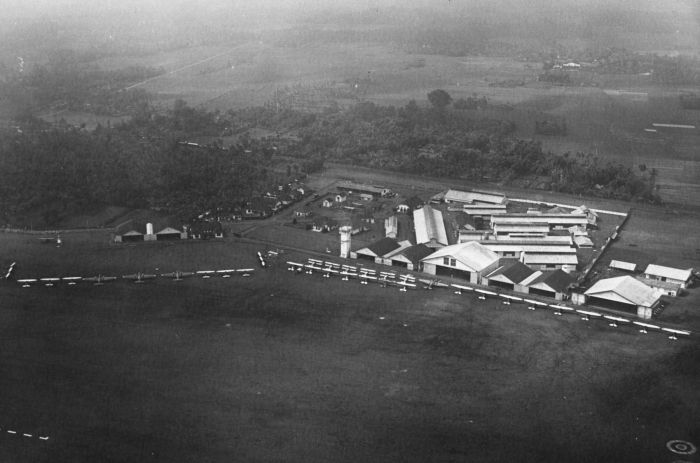
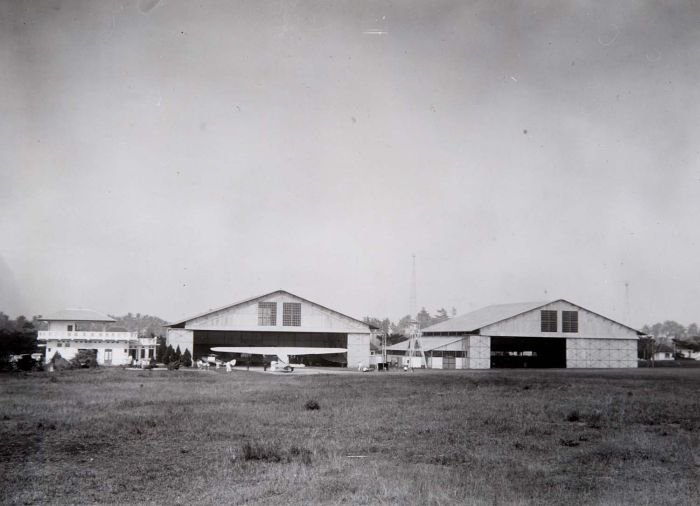
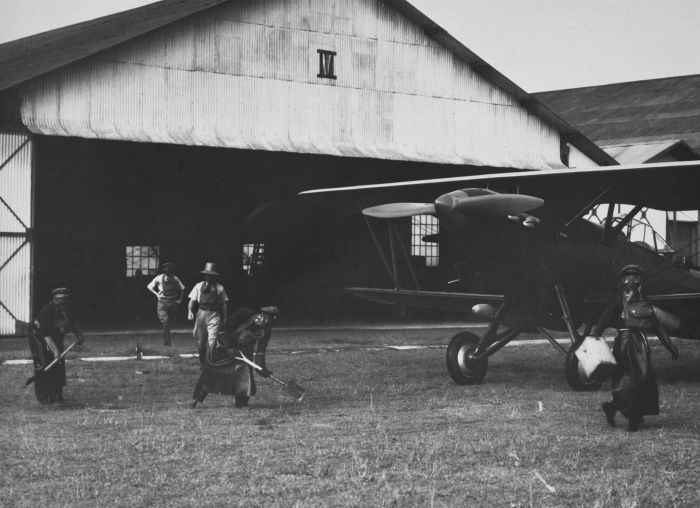
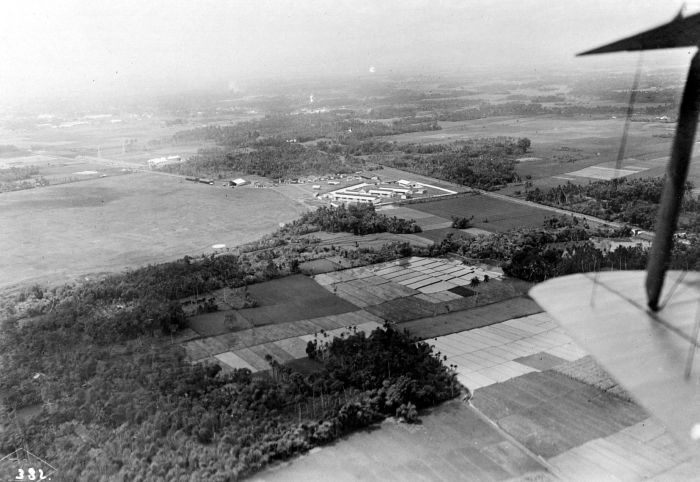
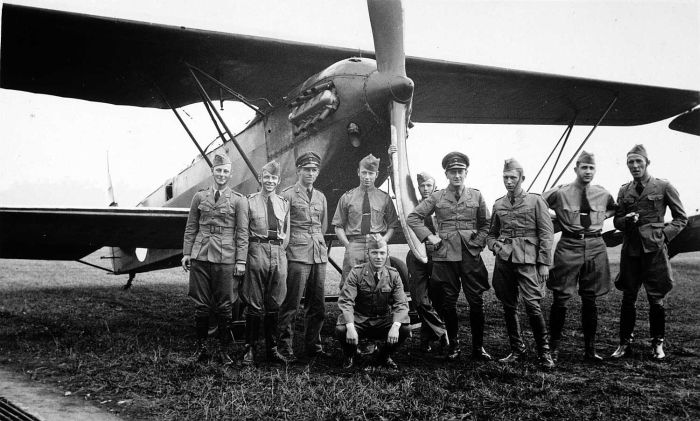
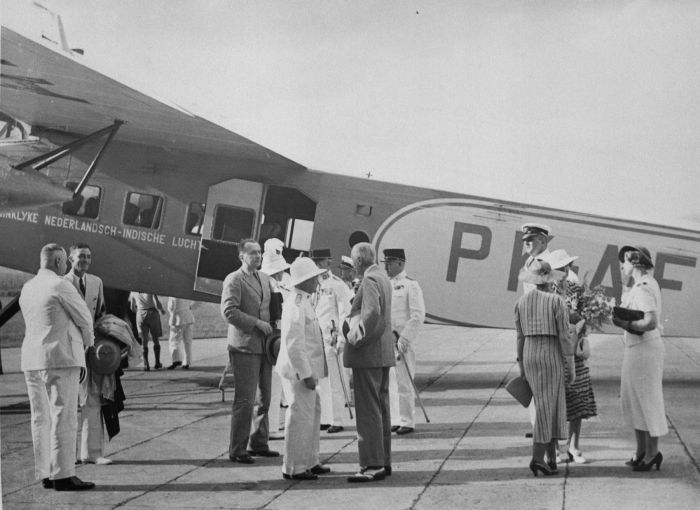
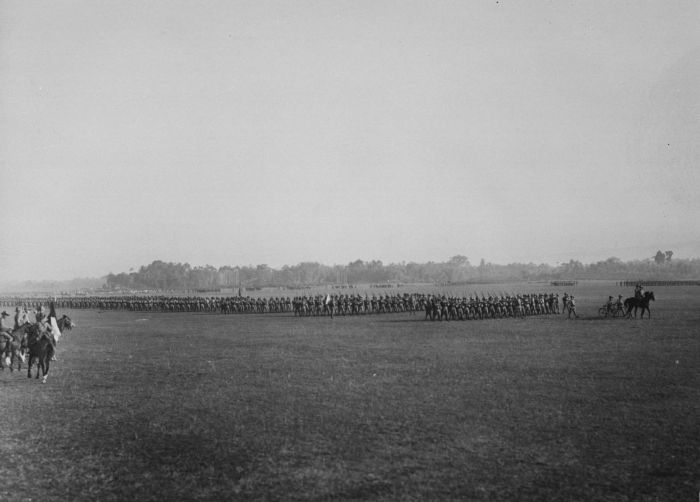
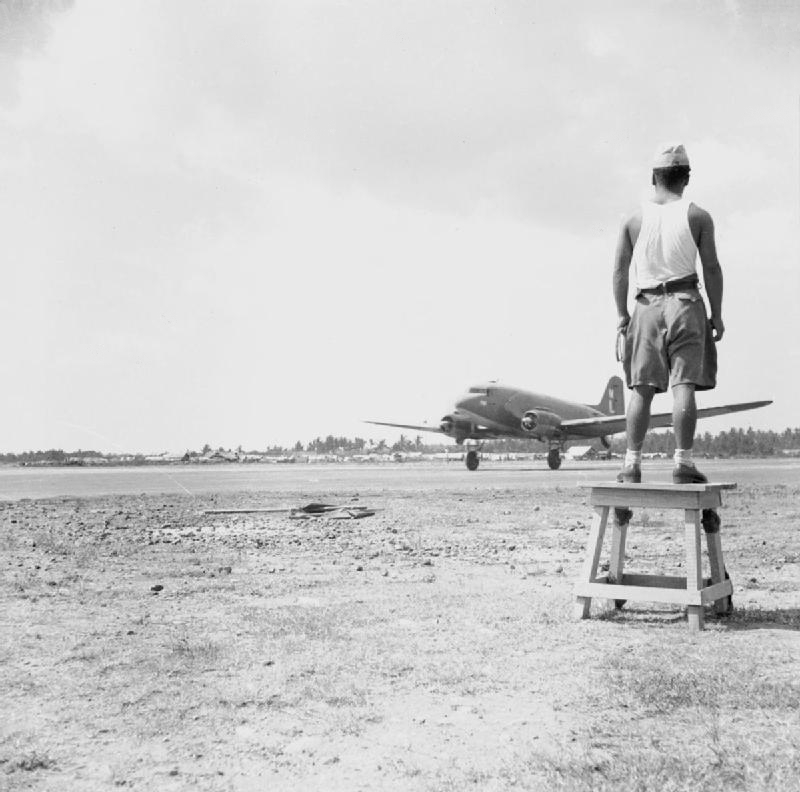
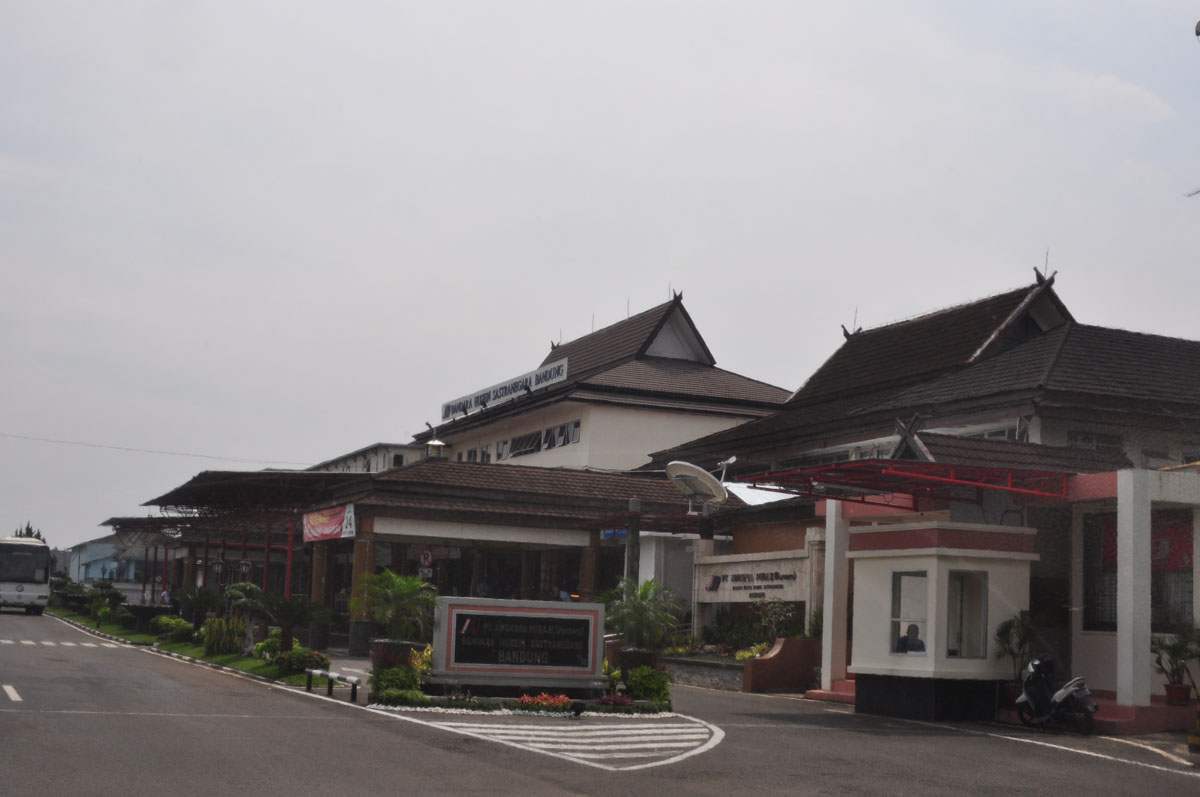

## Lijst van bestemmingen en maatschappijen
Hieronder volgt een lijst met bestemmingen van luchtvaartmaatschappijen in april 2018.
- Indonesia Air Asia (Denpasar, Kuala Lumpur, Medan, Singapore)
- Batik Air (Denpasar, Kuala Lumpur, Palembang)
- Citilink (Balikpapan, Denpasar, Makassar, Medan, Palembang, Pekanbaru, Pontianak, Surabaya
- Garuda Indonesia (Denpasar, Surabaya)
- Indonesia AirAsia (Denpasar, Kuala Lumpur, Singapura)
- Lion Air (Balikpapan, Banjarmasin, Batam, Denpasar/Bali, Kupang, Makassar, Mataram, Medan, Padang, Pekanbaru, Pontianak, Surabaya, Tanjung Pinang, Yogyakarta)
- Malindo Air (Kuala Lumpur)
- Merpati Nusantara Airlines (Batam, Surabaya)
- NAM Air (Palangkaraya, Pangkal Pinang, Semarang, Surabaya)
- SilkAir (Singapore)
- Sriwijaya Air (Surabaya)
- Susi Air (Jakarta, Pangandaran)[3]
- Wings Air (Bandar Lampung, Jakarta–Halim Perdanakusuma, Malang, Semarang, Surakarta/Solo, Yogyakarta)
- XpressAir (Padang, Palembang, Pontianak, Tanjung Pinang)